# SSL (empresa)
SSL, anteriormente Space Systems/Loral, LLC (SS/L), é uma subsidiária integral da Maxar Technologies sediada em Palo Alto, Califórnia.
A SSL projeta e constrói satélites e sistemas espaciais para uma grande variedade de clientes dos setores público e privado. Seus produtos incluem satélites de comunicação de todos os tipos e também meteorológicos.
Os satélites fabricados pela SSL são baseados nas suas plataformas da série 1300, incluindo os seguintes: ProtoStar I, ICO G1, Sirius FM6 e NSS-12. Um levantamento de 2008, constatou a existência de 48 satélites baseados nas plataformas da série 1300 em serviço, com 4 prontos para lançamento e mais 14 em construção.
A SSL e a Constellation Services International propuseram um rebocador espacial reutilizável baseado na plataforma 1300 em conjunto com um lançador de baixo custo, o Aquarius Launch Vehicle. O rebocador seria utilizado para levar suprimentos para a Estação Espacial Internacional (EEI) como parte do programa Commercial Orbital Transportation Services (COTS). A NASA acabou optando por outro projeto para esse programa, mas a SSL continuou a fornecer: Battery Orbital Replacement Units (ORUs), Battery Charge Discharge Units (BCDUs), e Sequential Shunt Units (SSUs) para a EEI.

## História
A empresa foi fundada como Western Development Laboratories (WDL) pela Philco (Philco-Ford desde 1966). A divisão de sistemas espaciais tornou-se uma divisão independente da Aeronutronic/Ford Aerospace e foi adquirida pela Loral Corp em 1990 por 715 milhões de dólares da Ford Motor Company e renomeada para Space Systems/Loral. Todas as outras divisões da Ford Aerospace, incluindo a Western Development Labs agora localizada em San Jose, também foram adquiridas pela Loral na época.
Em 2012, a Space Systems/Loral foi adquirida pela empresa aeroespacial canadense MacDonald Dettwiler (posteriormente renomeada para MDA) por 875 milhões de dólares. A MDA foi renomeada para Maxar Technologies em 2017.
Os principais concorrentes da SSL são Boeing Satellite Systems, Lockheed Martin, Thales Alenia Space, Airbus Defence and Space e ISS Reshetnev.